# Festival Internacional de Curtmetratges de Vila-seca
El Festival Internacional de Curtmetratges de Vila-seca és un festival de curtmetratges gratuït principalment, en català, castellà i anglès, que se celebra anualment a Vila-seca, a la comarca del Tarragonès. El lloc on acull aquest festival és el Celler de Vila-seca. Aquest esdeveniment té com a objectiu promoure la cinematografia, així com, donar suport als directors de les obres i crear un espai de referència on es puguin donar a conèixer, és a dir, aquest festival obre les portes als petits directors encara no coneguts. S'atorguen premis de diverses categories. Està organitzat per l'Ajuntament del municipi, Vila-seca, i La Pineda Platja. Aquest projecte té com a col·laboradors FestHome, la Diputació de Tarragona, el Celler de Vila-seca, ACN i TAC12.
La programació compta amb uns nou dies plens de sessions amb els curtmetratges seleccionats. Normalment comença un divendres i acaba un diumenge a la nit amb la gala de cloenda, durant el mes d'octubre. Al llarg de la setmana s'organitzen sessions privades per les escoles i instituts del municipi.

## Història
La primera edició fou el 2015, el qual donà el tret de sortida a set edicions consecutives.

## IN SITU
IN SITU és un concurs de participació ciutadana a través de curtmetratges.

## Premis
- Premi Jurat Jove al Millor Curtmetratge
- Premi D.O. Catalonia
- Premi Millor Curtmetratge d'Animació
- Premi Nacional al Millor Curtmetratge de Ficció
- Premi Internacional al Millor Curtmetratge de Ficció
- Premi del Públic al Millor Curtmetratge